# Staurothele verruculosa
Staurothele verruculosa är en lavart som beskrevs av J. W. Thomson. Staurothele verruculosa ingår i släktet Staurothele och familjen Verrucariaceae.   Inga underarter finns listade i Catalogue of Life.